# Balistica forense

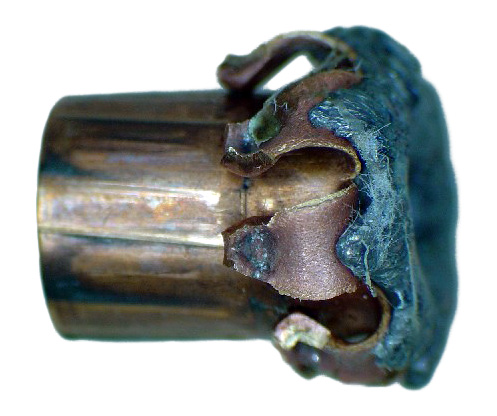
Proiettile a punta cava con tipica espansione a fungo

La balistica forense è una branca della scienza forense che comprende le indagini rivolte alla ricostruzione degli accadimenti relativi ad un delitto in cui sia stato fatto uso di un'arma da fuoco, finalizzata alla definizione delle responsabilità ed alla comminazione della pena.

## Storia

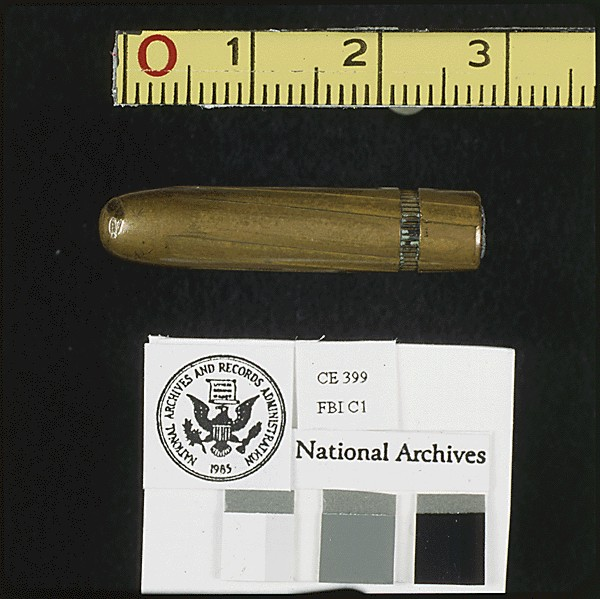
Proiettile presunto dell'assassinio di John F. Kennedy.

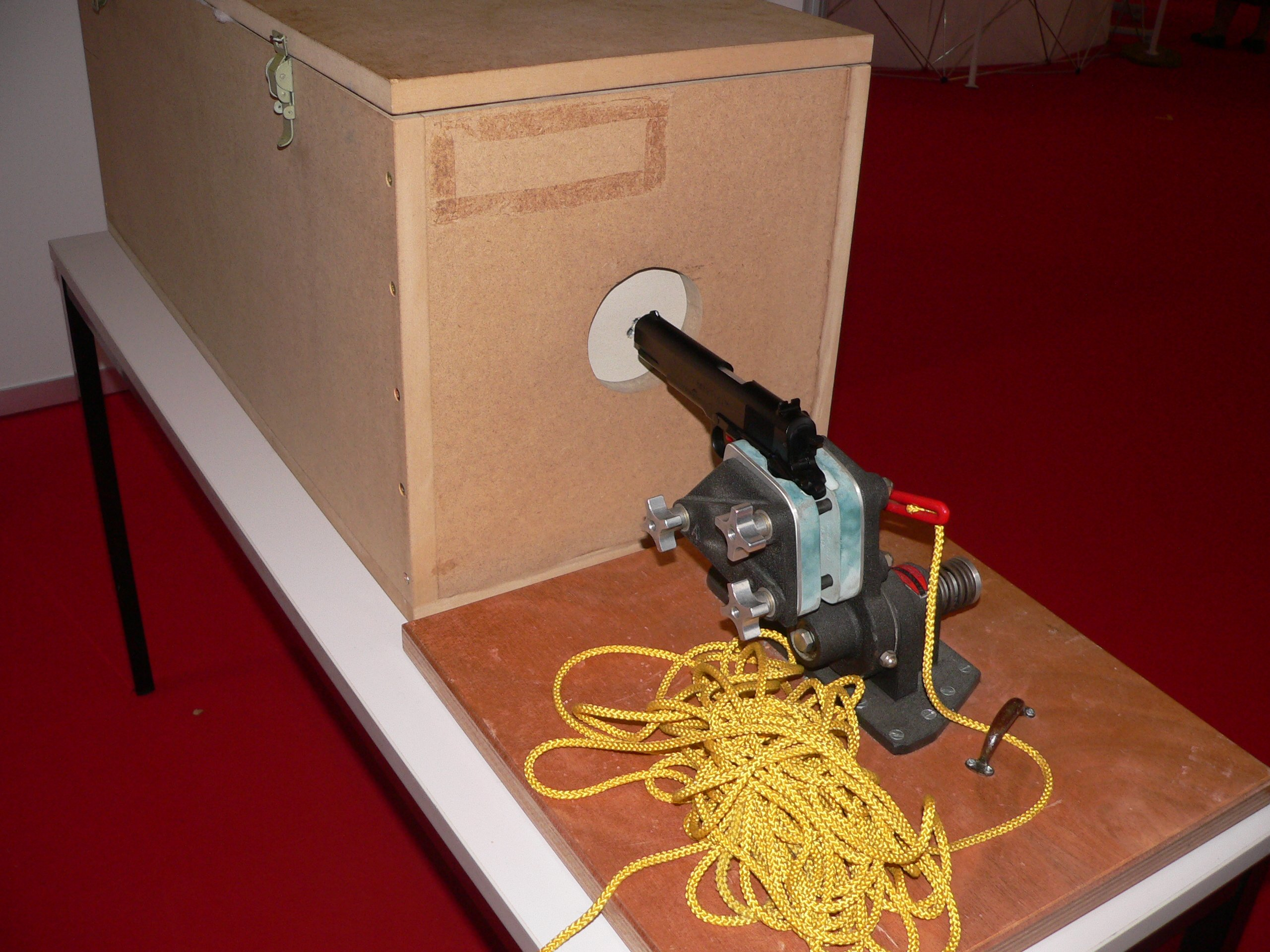
Un esperimento di balistica forense

La rigatura, che fece la sua prima comparsa nel XV secolo, è il risultato di uno dei processi (ad esempio la brocciatura) per eseguire dei solchi all'interno della canna di un'arma da fuoco in modo da impartire una direzione più accurata al proiettile. I proiettili sparati da un'arma rigata assumono la forma, le tracce e le impressioni di quella rigatura che diventa così una “carta d'identità” del proiettile.
I primi risultati di balistica forense risalgono al 1835 quando Alexandre Lacassagne estrasse il proiettile da una vittima di arma da fuoco uccisa in Inghilterra. Una volta divenuta una prova schiacciante, il sospettato dell'omicidio confessò il delitto.
Nel 1902 il giudice di un tribunale ordinò l'analisi di alcuni bossoli per testare un'arma ipotizzata per essere stata usata sulla scena del crimine. Il perito nominato d'ufficio, Oliver Wendell Holmes, effettuò il test su una lastra di vetro e riuscì a risolvere il caso.
Calvin Goddard, scienziato ed ex ufficiale dell'esercito, rilevò dei dati da tutte le armi da fuoco in modo da sviluppare un database universale, riuscendo a catalogare, con il suo collega, Charles Waite, i risultati di diversi test su diversi materiali. Lo stesso Waite introdusse l'analisi al microscopio per analizzare i bossoli o tracce di questi, comparando almeno due modelli tra loro.
Nel 1925 Goddard scrisse un articolo per la rivista Army Ordinance intitolato Balistica forense nel quale descriveva l'uso di tale microscopio ai fini dell'analisi investigativa. Storicamente si suole attribuirgli la scoperta della scienza balistica anche se lui stesso definì tale termine non appropriato. Nel 1929 dopo la Strage di San Valentino, il governo degli Stati Uniti d'America decise di istituire il primo laboratorio di polizia scientifica capace di analizzare qualsiasi tipo di bossolo.

## Caratteristiche
La balistica forense è basata sul principio che tutte le armi da fuoco hanno delle differenze indelebili dovute al differente meccanismo con cui sono state fabbricate.
Nei casi in cui sia stato fatto uso di un'arma da fuoco, con conseguenti lesioni o morte, una corretta diagnosi medico-legale, pur basata sull'attenta disamina dei dati “di base” (numero di colpi esplosi, distanza di sparo e posizione reciproca tra feritore e vittima), può talora rivelarsi incompleta o insufficiente in assenza di una valutazione integrata con i risultati di indagini comunemente ritenute di natura più squisitamente criminalistica, quali l'esame dell'arma e della sua meccanica, la definizione del numero dei colpi inesplosi nel caricatore, l'identificazione del calibro dei proiettili esplosi, nonché l'interpretazione dei rilievi ambientali e testimoniali.
Sono proprie della balistica forense le indagini per:
- l'identificazione e la descrizione del luogo ove è avvenuto l'evento;
- l'esame di danneggiamenti da agente balistico in ambienti e su veicoli;
- la ricerca, il prelievo, la conservazione e l'identificazione dei reperti di interesse balistico;
- l'esame dell'arma, l'accertamento delle sue caratteristiche e della funzionalità;
- la identificazione del tiratore;
- la valutazione della distanza di sparo;

Oltre ad esse, nella proposizione di ipotesi ricostruttive dell'evento, deve tenersi debito conto delle non certo secondarie e classiche tematiche medico-legali in tema di:
- valutazione dell'epoca della morte e/o del ferimento, della causa e dei mezzi impiegati;
- del tempo di sopravvivenza e della possibilità di compiere autonomamente azioni o spostamenti dopo il ferimento;
- tipo o tipi di arma impiegate, calibro, numero dei colpi, ancora distanza di sparo e posizione reciproca fra vittima e sparatore.

La balistica forense soffre tuttavia di talune difficoltà di analisi con particolari tipi di armi dei cui proiettili scorrono attraverso delle patine di plastica che ne impediscono il contatto con la canna. Per questo tipo di armi esistono altre analisi che ne possono rivelare le fonti.

## Metodologia
In America, nel Maryland, è stato possibile predisporre degli archivi che registrano tutte le tracce da bossoli. Quando un'arma è venduta, la polizia registra le informazioni di fabbrica di quell'arma e l'archivia nel database. La polizia stessa, tuttavia, è piuttosto critica su questo metodo in quanto, a suo dire, non sarebbe sufficiente per risolvere ogni singolo caso d'indagine quanto piuttosto a fornire dati statistici alla classe politica per scopi elettorali. Si stima, inoltre, che il rapporto costi/benefici non sia dei migliori e che attualmente tale metodo gravi sulle tasche dei contribuenti per un budget di circa 2,6 milioni di dollari.
Il Dipartimento di giustizia della California dimostrò analoghi scarsi risultati utilizzando 742 pistole in dotazione alla polizia stradale; con un tale limitato database, meno del 70% di casi di analisi dei bossoli ha avuto successo per scoprire la corretta arma da fuoco e meno del 40% utilizzando un diverso set di munizioni.

## Prospettive sull'analisi dei proiettili

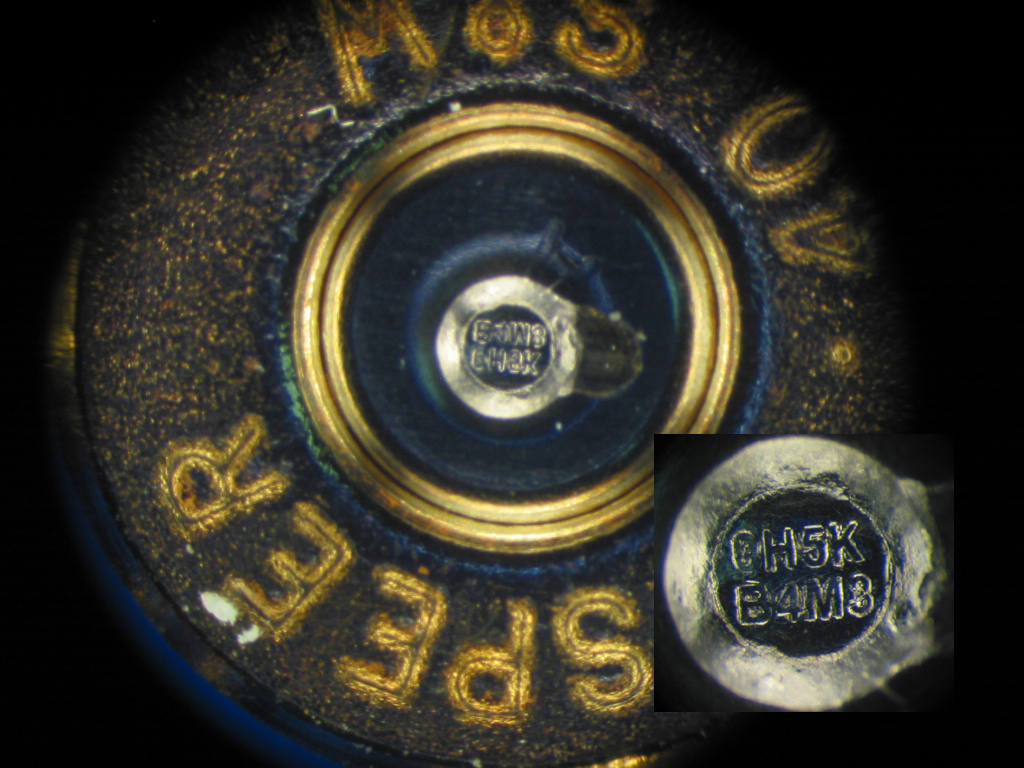
Una cartuccia microstampata. Sulla ricarica si nota il numero di serie dell'arma.

Vi sono molte proposte per migliorare la balistica forense ed alcuni giurisdizioni hanno adattato la propria legislazione al riguardo. In California, ad es., è stata promulgata la Carta AB 1471 con la quale si richiede a tutte le aziende produttrici di equipaggiare le proprie armi con la tecnologia della microstampa che imprime il numero di serie o il marchio di fabbrica direttamente sulla cartuccia dal percussore che colpisce l'innesco del bossolo in canna.
Un ricercatore inglese pubblicò nel 2008 un rapporto nel quale si affermava che le aziende produttrici solevano ricoprire i propri prodotti con un pulviscolo di ossido di ferro che rimaneva fissato al proiettile anche dopo essere stato sparato. Era possibile anche rilevare tracce di tale pulviscolo sui vestiti indossati dalla vittima o dalle mani delle persone che maneggiavano l'arma. Se le aziende produttrici usavano un'unica mistura di pulviscolo per ogni arma, era possibile identificare rapidamente un bossolo ritrovato sulla scena del crimine, con il necessario equipaggio adatto alla rilevazione.

## Analisi degli elementi

### Striature
Quando un proiettile è sparato attraverso la canna dell'arma da fuoco, la direzione della spirale all'interno della canna produce dei solchi cd. “striature” nel proiettile. Ciò può essere dimostrato con armi di una particolare categoria o con particolari caratteristiche di un'arma.
Le caratteristiche di categoria dipendono dal tipo di rigatura, che varia da fabbricazione e dalla forma dei solchi; la Colt, ad esempio, impiega un  left-hand twist, mentre la Smith & Wesson utilizza un right-hand twist; una recente produzione del M16 rifle porta un  1 in 7 inch twist, mentre la AR-15 o la M16 rifle portano un 1 in 9 inch twist. Le armi da poligono di tiro possono denotare delle rigature che sono difficili da rilevare in una particolare canna.
Le caratteristiche di un'arma dipendono dalle imperfezioni nel processo di rigatura, ma anche dall'usura dell'arma e possono mutare nel corso del tempo. I criminali o chi lavora nei servizi di sicurezza, talvolta, può essere tentato di sofisticare le caratteristiche di un'arma per renderne più difficile l'identificazione.

### Cane della pistola
Tracce sul bossolo possono ricondurre al modello del tamburo o del cane della pistola. Per una serie di ragioni, i bossoli sono più facilmente analizzabili dei proiettili. Innanzitutto perché la parte dell'arma che produce le tracce sul bossolo è meno soggetta all'usura e, secondariamente, i proiettili si deformano più facilmente all'impatto, distruggendo parte delle tracce che servono all'analisi.

### Residui dello sparo
I residui dello sparo sono composti principalmente da particelle alla cui composizione chimica contribuiscono la carica di innesco, la carica da lancio, il bossolo, il proiettile e le superfici interne dell'arma da fuoco. Nel 1979 Wolten et al. proposero una classificazione dei residui dello sparo basata sull'analisi mediante microscopia elettronica a scansione. Tale analisi consente di esaminare la morfologia e la composizione elementale delle particelle prodotte dall'esplosione di una cartuccia per arma da fuoco. Alcune classi di particelle furono definite da Wolten et al. “characteristic”, tra cui quelle contenenti piombo, antimonio e bario o quelle contenenti antimonio e bario.
Wallace and McQuillan pubblicarono una nuova classificazione bel 1984, chiamando “unique” le particelle contenenti piombo, antimonio e bario e quelle contenenti antimonio e bario.
Nella ultima versione della guida ASTM "Standard Guide for GSR analysis by Scanning Electron Microscopy/Energy Dispersive X-ray Spectrometry"  le particelle contenenti piombo, antimonio e bario, che rispondono a determinati criteri morfologici e rispettano alcune regole sugli altri elementi chimici ammessi, sono definite "characteristic".
Il miglior approccio interpretativo, secondo Dalby et al., è fondato sul confronto tra residui di origine incognita, ad esempio prelevati sulle mani di un sospettato, e quelli di origine certa prelevati dal bossolo, dall'arma, dalla vittima o dal proiettile. Tale approccio, denominato "case by case", fu proposto da Romolo e Margot nel 2001 e fu introdotto successivamente nella guida ASTM.